# Hongyuan

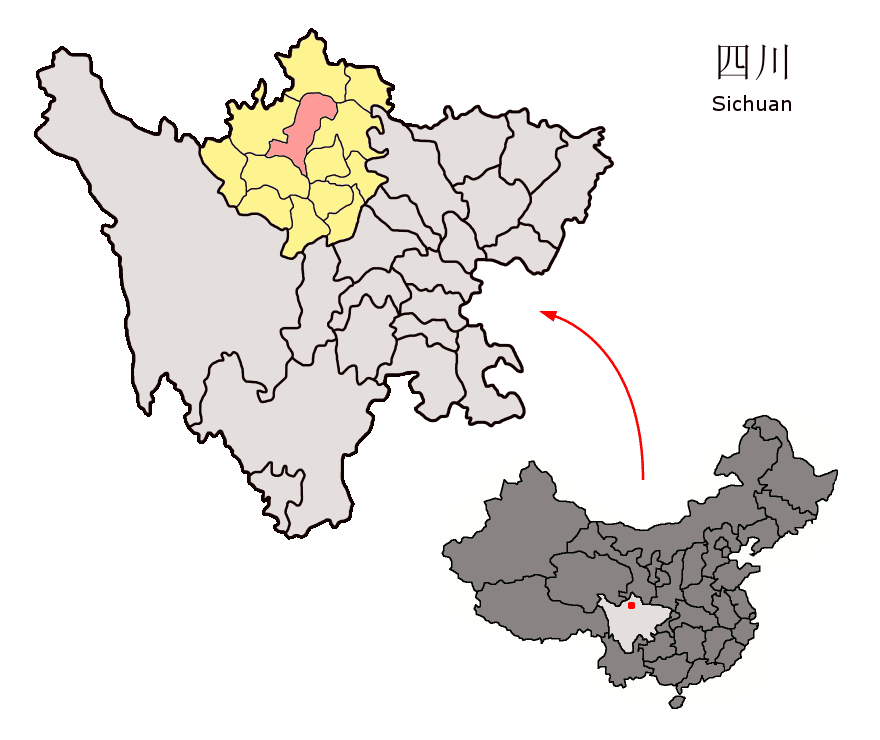
Lage des Kreises Hongyuan innerhalb von Sichuan.

Der Kreis Hongyuan (chinesisch 红原县, Pinyin Hóngyuán Xiàn) liegt im Verwaltungsgebiet des Autonomen Bezirks Ngawa der Tibeter und Qiang im Norden der chinesischen Provinz Sichuan, Volksrepublik China. Sein Hauptort ist die Großgemeinde Qiongxi (邛溪镇). Er hat eine Fläche von 8.341 Quadratkilometern und zählt 46.644 Einwohner (Stand: Zensus 2020).

## Geographie
Die Landschaft des Kreises Hongyuan wird durch eine Grasebene auf durchschnittlich 3600 m Höhe bestimmt. Die Durchschnittstemperatur beträgt 1,4 °C mit Tiefsttemperaturen von −36 °C und Höchsttemperaturen von 26 °C.
Die Wasserscheide zwischen Jangtsekiang und Gelbem Fluss verläuft durch den Kreis Hongyuan, die Region gilt als wichtiges natürliches Wasserreservoir für beide Flüsse.

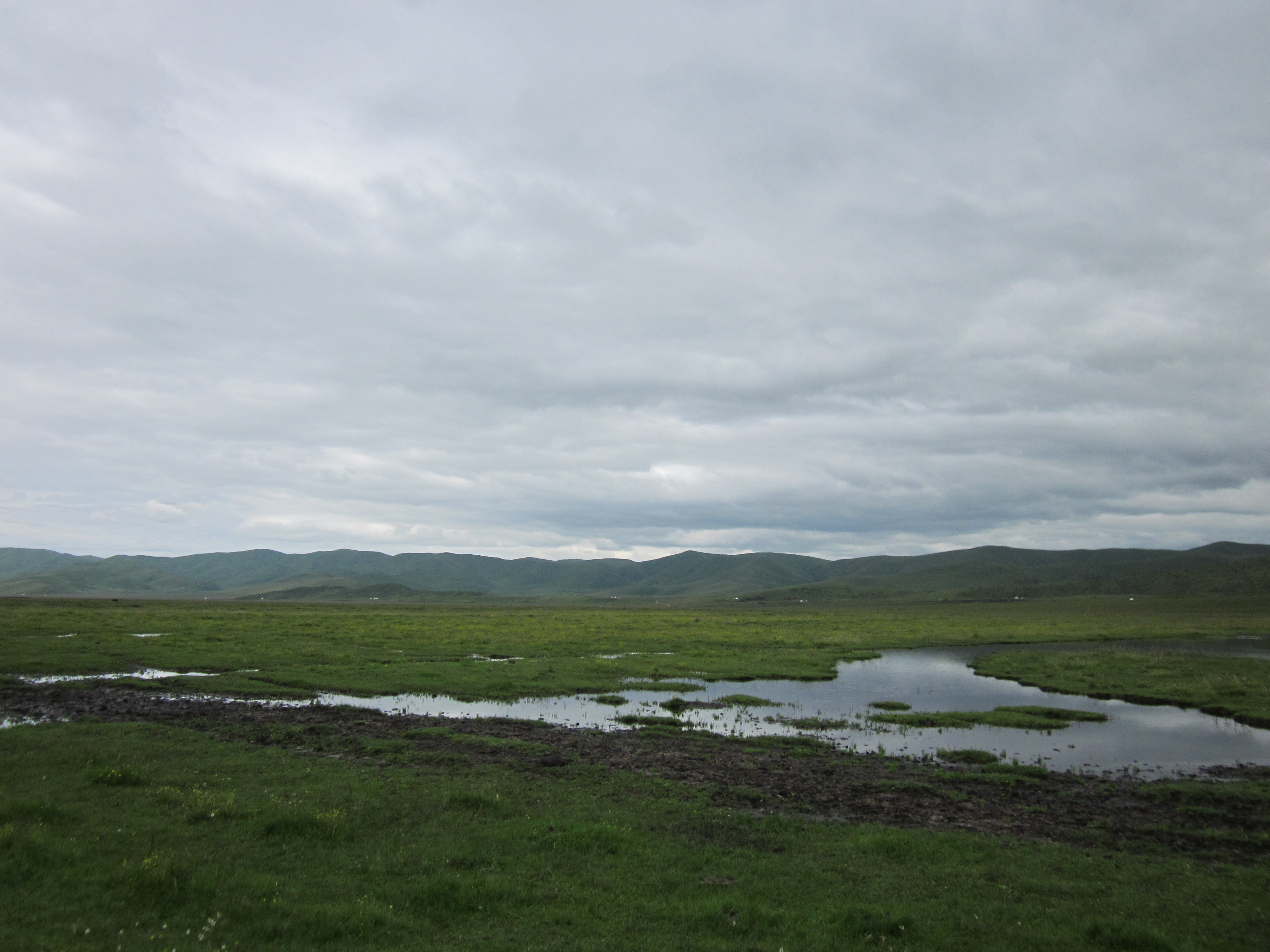
Sommerliches Grasland nahe der Kreisstadt Hongyuan

## Geschichte der Kreisstadt Hongyuan

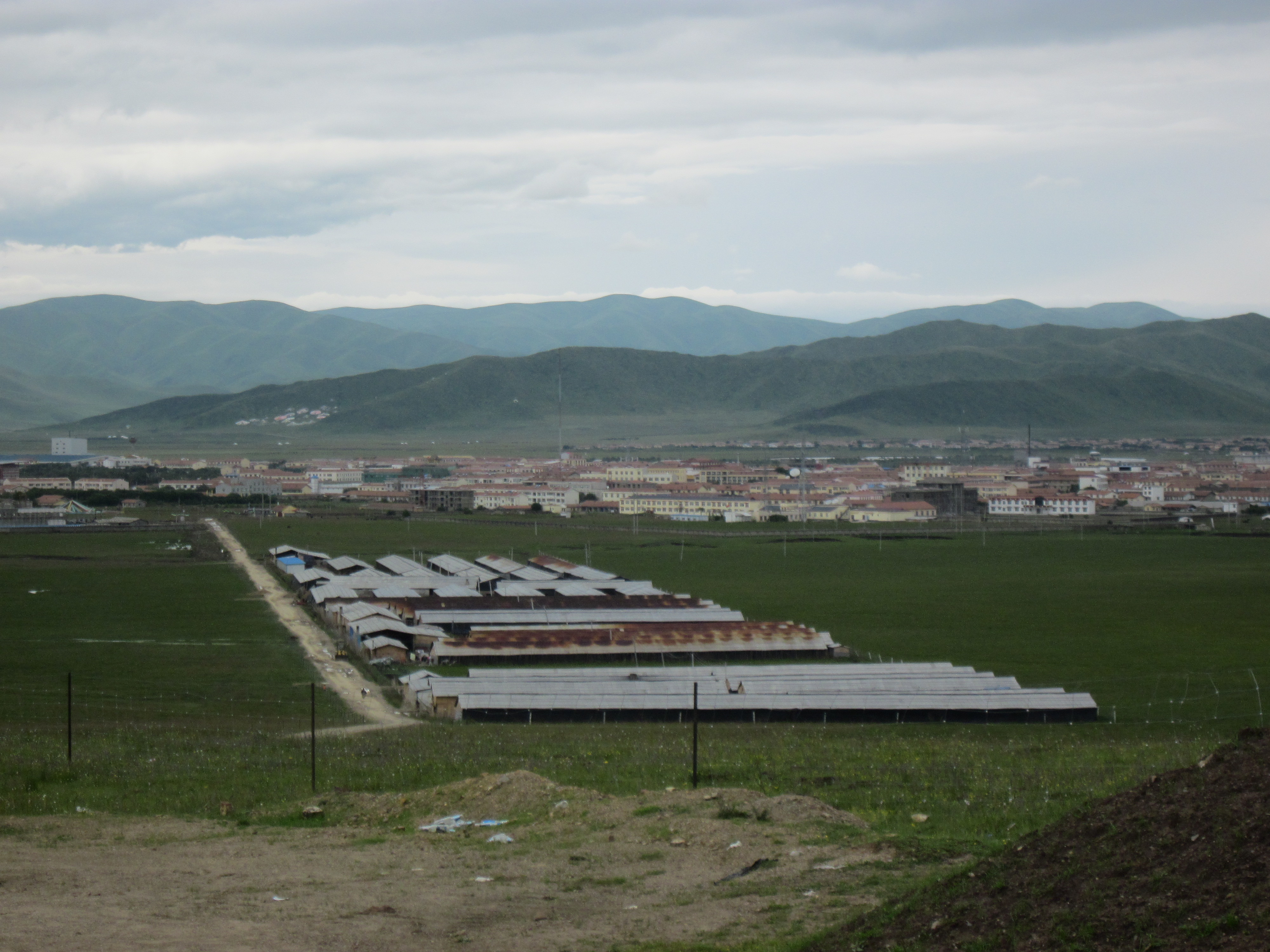
Blick auf die Kreisstadt von Hongyuan mit Pilzzuchtzelten

Traditionell war die Gegend von Hongyuan bis auf vereinzelte buddhistische Klöster weitgehend durch nomadische Bevölkerung besiedelt. Von Juni 1935 bis August 1936 passierte die Rote Armee auf dem Langen Marsch das Hochland von Hongyuan. Seit den 50er Jahren befand sich an der Stelle der heutigen Kreisstadt ein Militärstützpunkt, der nach und nach die Ansiedlung (Han-chinesischer) Geschäfte nach sich zog. Der Kreis Hongyuan wurde 1960 gegründet. Die Namensgebung („Rote Ebene“) erfolgte durch Zhou Enlai in Gedenken an den langen Marsch. In den letzten Jahren wurden zunehmend Programme zur Errichtung von festen Häusern für die Hirten-Bevölkerung durchgeführt.

## Wirtschaft
Die Wirtschaft des Kreises Hongyuan stützt sich weitgehend auf extensive Viehhaltung und darauf aufbauende Gewerbe wie z. B. die Produktion von Yakjoghurt. Weitere Wirtschaftszweige sind Tourismus, Pilzzucht, Honig und Arzneipflanzen und -tiere.
Die Kreisstadt Hongyuan ist der zentrale Handels-, Verwaltungs-, Schul- und Militärstandort.

## Administrative Gliederung
Auf Gemeindeebene setzt sich der Kreis aus zwei Großgemeinden und neun Gemeinden zusammen. Diese sind (Pinyin/chin.)
- Großgemeinde Qiongxi 邛溪镇
- Großgemeinde Shuajingsi 刷经寺镇

- Gemeinde Anqu 安曲乡
- Gemeinde Longri 龙日乡
- Gemeinde Jiangrong 江茸乡
- Gemeinde Charma 查尔玛乡
- Gemeinde Waqie 瓦切乡
- Gemeinde Amu 阿木乡
- Gemeinde Rangkou 壤口乡
- Gemeinde Maiwa 麦洼乡
- Gemeinde Sedi 色地乡

## Ethnische Gliederung der Bevölkerung

### Zensus 2000
Beim Zensus im Jahr 2000 hatte Hongyuan 37.931 Einwohner
| Name des Volkes | Einwohner | Anteil  |
| --------------- | --------- | ------- |
| Tibeter         | 30.409    | 80,17 % |
| Han             | 6.773     | 17,86 % |
| Qiang           | 359       | 0,95 %  |
| Hui             | 336       | 0,89 %  |
| Bouyei          | 12        | 0,03 %  |
| Yao             | 8         | 0,02 %  |
| Bai             | 7         | 0,02 %  |
| Tujia           | 6         | 0,02 %  |
| Manju           | 4         | 0,01 %  |
| Yi              | 4         | 0,01 %  |
| Uiguren         | 4         | 0,01 %  |
| Miao            | 3         | 0,01 %  |
| Sonstige        | 6         | 0,02 %  |

### Hauptwohnsitz 2011
Eine Auswertung des Zensus vom 1. November 2010 auf Kreisebene liegt noch nicht vor. Beim statistischen Abgleich der Hauptwohnsitze nach dem Melderegister im Jahr 2011 hatte Hongyuan 44.588 Einwohner, was ein Wachstum von ca. 17 % gegenüber der Zensus-Bevölkerungszahl von 2000 bedeutet. Die Anteile der Han und der tibetischen Bevölkerung sind dabei nahezu unverändert geblieben.
| Name des Volkes | Einwohner | Anteil  |
| --------------- | --------- | ------- |
| Tibeter         | 37.076    | 83,15 % |
| Han             | 6.849     | 15,36 % |
| Qiang           | 374       | 0,84 %  |
| Hui             | 226       | 0,51 %  |
| Sonstige        | 63        | 0,14 %  |